# Salon Kitty (bordeel)
Salon Kitty was een Berlijns bordeel dat werd gebruikt door de Duitse Sicherheitsdienst (SD) voor spionagedoeleinden tijdens de Tweede Wereldoorlog.

## Het idee
Reinhard Heydrich, het hoofd van het Reichssicherheitshauptamt (RSHA) van de nazi's in Duitsland, besloot in 1939 dat prostituees gebruikt moesten worden om informatie te verzamelen over de opvattingen en het gedrag van partijfunctionarissen, topambtenaren, diplomaten en buitenlandse zakenlieden. Duitsland stond aan de vooravond van de invallen in Oost-Europa en Heydrich wilde weten of prominenten misschien hun mond voorbij zouden praten. Walter Schellenberg, het hoofd van de contraspionage van de Gestapo, kreeg de opdracht dit te realiseren. Maar Schellenberg vond het idee om prostituees te laten infiltreren in verschillende bordelen niet efficiënt genoeg. Hij besloot dat er een apart bordeel moest komen, waar de bezoekers tijdens hun intieme momenten met bordeeldames afgeluisterd zouden kunnen worden. Schellenberg wilde de verzamelde informatie ook gebruiken om zijn positie in het Derde Rijk te verstevigen. Hij schakelde het hoofd van de Berlijnse recherche (Kripo) Arthur Nebe in om een geschikt gebouw te vinden en om prostituees te rekruteren. Alfred Naujocks werd verantwoordelijk voor de realisatie van de technische voorzieningen in het gebouw.

## Salon Kitty als SS afluisterbordeel
Arthur Nebe kwam al snel terecht bij het bordeel van Kitty Schmidt in de Giesebrechtstrasse nr 11 in het Berlijnse Charlottenburg. Madame Kitty had al jaren een zeer succesvol bordeel voor de meest invloedrijke personen uit het Derde Rijk. De prijzen waren hoog, maar daar stond tegenover dat ze een volledige discretie bood. Schellenberg wist dat Kitty Schmidt een deel van de winst uit het bordeel had overgemaakt aan Britse banken en dat zij steun gaf aan joden die door de nazi's werden vervolgd. Toen ze aan de vooravond van de Tweede Wereldoorlog besliste om naar het buitenland te vluchten werd ze op 28 juni 1939 gearresteerd door SD-agenten aan de Nederlandse grens, waarna ze naar het Gestapo-hoofdkwartier werd gevoerd. Hier deed Schellenberg haar een voorstel: ofwel werkte ze mee met het plan, ofwel werd ze naar een concentratiekamp gestuurd.
De Sicherheitsdienst sloot haar bordeel voor aanpassingswerkzaamheden en monteerde verborgen microfoons in elke hoek van het huis. De microfoondraden werden naar de kelder geleid, waar men een opnamestudio installeerde met verscheidene recorders. De Berlijnse zedenpolitie arresteerde honderden prostituees en deze werden door de SS, psychiaters en dokters onderzocht. Men selecteerde twintig dames als potentiële geheim agenten en deze werden gedurende zeven weken opgeleid in het herkennen van militaire uniformen en tips om geheime informatie los te krijgen. Ze werden niet geïnformeerd over de microfoons, maar werden gevraagd om na elk contact een rapport te maken. Schellenberg vertelde na de oorlog dat het niet alleen professionele prostituees waren, maar ook dames uit hogere kringen die voor het heil van het Derde Rijk als prostituee wilden werken.
In maart 1940 werd Kitty Schmidt gevraagd om haar zaak te leiden alsof er niets was gebeurd, doch ze kreeg een speciaal boek met een lijst met twintig dames die alleen bedoeld waren voor speciale cliënten. Zij kon met haar eigen prostituees blijven werken en al het andere personeel werd vervangen door medewerkers van de Gestapo plus het twintigtal nieuwe Gestapo-prostituees. Als een klant de zin "Ik kom uit Rothenburg" uitsprak aan de ingang van het bordeel, mocht Kitty het speciale boek overhandigen en naar de dame vragen die hij had geselecteerd. Het idee was om de prominente gasten te vermaken met wijn en dames, om zo geheimen los te krijgen of hun echte meningen te weten te komen.
Na de heropening keerden de oude klanten snel terug, maar er kwamen ook regelmatig nieuwe klanten die zeiden dat zij van Rothenburg kwamen. Alleen deze klanten mochten gebruikmaken van de door de Gestapo geselecteerde prostituees. Wat zij niet wisten was dat hun gesprekken met de gastvrouwen werden opgenomen. Toen ook de Italiaanse minister van buitenlandse zaken Galeazzo Ciano Salon Kitty bezocht liet hij zich niet bepaald positief uit over Hitler.
Het bordeel leverde echter minder op dan werd gehoopt. Al snel deden trouwens geruchten in Berlijn de ronde dat in Salon Kitty gesprekken werden opgenomen. In juli 1942 werd het bordeel gebombardeerd en enkele maanden later werden alle activiteiten door de SD beëindigd. De 25.000 wasplaten met opnamen werden overgebracht naar het hoofdkwartier van de Gestapo. Daar werden zij bij de val van Berlijn in beslag genomen door de Russen. In 1963 stelde een Brits schrijver dat de wasplaten in bezit zouden zijn van de Oost-Duitse geheime dienst.
Reinhard Heydrich, ook berucht als de slachter van Praag, werd in 1942 gedood door een granaataanval van Tsjechische partizanen in dienst van de Britse geheime dienst. Schellenberg werd na de oorlog gearresteerd en overleed in 1952. Arthur Nebe werd de leider van een van de Einsatzgruppen die in de Sovjet-Unie honderdduizenden joden en communisten afslachtten. Kitty Schmidt overleefde de oorlog en stierf in 1954 zonder ooit iets te hebben verteld over Salon Kitty.
De geschiedenis van het spionagebordeel werd door Peter Norden beschreven in Salon Kitty: ein Report (1970), dat in West-Duitsland niet in goede aarde viel. Tinto Brass verfilmde het boek in het geheim onder de gelijknamige titel, met in de hoofdrollen Helmut Berger, Teresa Ann Savoy en Ingrid Thulin.

## Verder lezen
- Peter Norden - Salon Kitty: ein Report (1970). Verfilmd door Tinto Brass onder de gelijknamige titel.
- Nigel Jones, Urs Brunner en Julia Schrammel - The Madam and the Spymaster. The Secret History of the Most Famous Brothel in Wartime Berlin (2023).